# フィリピンの都市
本稿ではフィリピンの行政区画の一つである市について解説する。
フィリピンの都市はフィリピンの地方自治体のユニットの1つ。すべてのフィリピンの市は憲章市 (タガログ語: nakakartang lungsod)であり、その集団や行政機関としての存在は、1991年フィリピン地方自治体綱領と、その行政構造や権限を制定している市憲章によって、その地位が管理されている。
2015年12月までに、145の市が存在し2019年9月7日現在、146の都市がある。
25万人以上の市からは、フィリピン代議会へ一人以上の議員を輩出できる。市は公印を使うことができる。また、は企業体として、その一般的な利益のために不動産および個人資産を取得、購入、受領、保有、リース、運搬、処分、あるいは公共使用のために私有財産を収用する契約およびそれらを契約する権限を有する。
法令によってのみ市憲章を作成・修正でき、またこの市憲章で議会は一般自治体に与えられていない一定の権限を市に与える。

各都市に与えられた権限の違いに関わらず、地位に関係なくすべての都市は一般自治体と比較して高い配分の内国歳入割当金（IRA）を与えられ、そして一般自治体より高度な自治を与えられる。

## 行政
一般選挙で選ばれた市長によって市は運営される。副市長は市の立法機関としての役割を果たす都市評議会(市議会)の議長を務める。彼らの宣言を受け取ると共に、都市はより良い構成員として仕えるために執行部門の全員を受理する。市政運営の必要に応じて、いくつかの部署が個別に設置される。
| 各部署・部門               | 各部署の最高責任者           | 必須/任意 |
| -------------------------- | ---------------------------- | --------- |
| 市政                       | 市長                         | 必須      |
| サングニアンパンルンソッド | 議長として副市長             | 必須      |
| サングニアン書記局         | サングニアン書記             | 必須      |
| 財務局                     | 会計                         | 必須      |
| 査定室                     | 評価者                       | 必須      |
| 会計および内部監査サービス | 会計士                       | 必須      |
| 予算事務所                 | 予算責任者                   | 必須      |
| 企画開発室                 | 企画開発コーディネーター     | 必須      |
| エンジニアリングオフィス   | エンジニア                   | 必須      |
| 保健所                     | 保健担当官                   | 必須      |
| 市民登録局                 | 民事レジストラ               | 必須      |
| 管理者のオフィス           | 管理者                       | 必須      |
| 法務部                     | 法務官                       | 必須      |
| 社会福祉開発事務所         | 社会福祉開発官               | 必須      |
| 一般サービスのオフィス     | ジェネラルサービスオフィサー | 必須      |
| 獣医サービス室             | 獣医                         | 必須      |
| 建築計画設計事務所         | 建築家                       | 任意      |
| 広報室                     | 情報責任者                   | 任意      |
| 協同組合開発局             | 協同組合役員                 | 任意      |
| 人口開発室                 | 人口管理官                   | 任意      |
| 環境と天然資源のオフィス   | 環境天然資源室               | 任意      |
| 農業サービス局             | 農学者                       | 任意      |

出典：1991年地方自治体法

## 行政区画
都市や町には、バランガイ(英語: barangay、Brgyと略される)と呼ばれる区分がある（例えばラオグのサンタ・アンジェナのように都市部にあるものから、プエルト・プリンセサにあるイワヒグのように、農村部にあるものまである。）。
バランガイは、公式に定義された行政区にまとめられることもある。例として、マニラの16区、ダバオの11区(en:Districts of Davao City)、イロイロの7区、そしてサマルの3区(Babak、Kaputian、Peñaplata)などがある。カローカン、マニラ、パサイなど一部の都市にはゾーンと呼ばれる区画とバランガイの中間に位置する行政区画がある。しかしながら、行政地区とゾーンは政治単位ではなく、これら都市で決められた行政レベルから選出される市職員はいない。それらは都市計画や統計の収集などを簡単かつ便利にするためだけに役立てられる。

## 分類

### 所得分類
都市は過去4年の都市の平均年収に基づいて分類される。 2008年7月28日より、都市の所得の基準は以下の通り。
| 分類   | 平均年収（百万円）   |
| ------ | -------------------- |
| 第一種 | 400万以上            |
| 第二種 | 320万以上、400万未満 |
| 第三種 | 240以上、320万未満   |
| 第四種 | 160万以上、240万未満 |
| 第五種 | 80万以上、160歳未満  |
| 第六種 | 80万未満             |

### 法的分類
1991年の地方自治体法（共和国法第7160号）によって、すべての都市は3つの法的カテゴリーのいずれかに分類される。
- 高度都市化都市（HUC）：フィリピン統計局によって認定された人口20万人の都市で、1991年の定価に基づいて少なくとも5千万ペソ （ ₱ 50,000,000）の最新の年収がある都市、市の会計係によって認定されたとおり。

現在、33市がHUCに指定されており、そのうち16市はマニラ首都圏に属する。
- 独立構成都市（ICC） ：このタイプの都市には、住民が州の役人に投票することを明示的に禁止する憲章がある。それらの5つすべては、 コタバト、ダグパン、ナガ、オルモック、サンティアゴの地理的に位置する州から独立していると見なされる。
- 構成都市（CC） ：上記の要件を満たしていない都市は、地理的に位置する州の一部と見なされる。 構成都市が2つ以上の州の境界に沿って配置されている場合、その市はかつて市町村であった州の一部と見なされる。

残りの5都市を除くすべての都市は、構成都市と見なされる。

### 独立都市
フィリピンには38の独立した都市があり、それらはすべて「高度に都市化された」都市または「独立した構成」都市のいずれかに分類される。 法律、行政、財政の観点から、都市がそのように分類されると、以下の通り
- its Sangguniang Panlungsod legislation is no longer subject to review by any province's Sangguniang Panlalawigan;
- 州との税収の分配を停止
- 地方政府法典のセクション29に記載されているように、フィリピン大統領が市政府に対して直接監督権限を行使する（州政府が市役所を監督しないと仮定）[2]。

現在、州の役人（知事、副知事、 Sangguniang Panlalawiganのメンバー）の選挙に参加できる独立した都市は4市のみである。
- 1987年から1992年の間に都市化が進んでいると承認された都市。その憲章（改正）により、住民は州政府の選挙と選挙に立候補することを明示的に許可されているため、地方政府法第452-c [2]これらの権利： ルセナ （ ケソン ）、 マンダウエ （ セブ ）;
- 憲章（改正された）が州の事務所に居住することを明示的に許可している独立した構成都市： ダグパン （ パンガシナン ）およびナガ （南カマリネス州 ）

コタバト、 オルモック、サンティアゴ、および将来変換または作成される都市を含む他のすべての高度に都市化された都市は登録有権者は、州選挙への参政権がない。
いくつかの独立した都市が地方選挙で投票する資格に加えて、州からの独立した都市の完全な自治に関するいくつかの他の状況が混乱の要因になる。
- いくつかの独立した都市：まだ彼らは地理的に配置されている州のための政府の座席として役立つ： バコロド （ ネグロス）、カガヤン・デ・オロ（ミサミスオリエンタル ）、 セブ （ セブ ）、 イロイロ市 （ イロイロ ）、 ルセナ （ ケソン ） 、 プエルトプリンセサ （ パラワン ）、 タクロバン （ レイテ ）。 そのような場合、州政府は、州政府の建物や事務所などの財産の維持管理にすでに資金を提供することとは別に、独立した都市の政府に年間予算（州の裁量で決定）を提供することもできる。州政府の複合施設の近くでの車両交通量の増加による道路のメンテナンスなど、市が被った付随費用を軽減する。
- 一部の独立した都市は、 議会での代表として、以前の州とグループ化：24の独立した都市には議会に独自の代表者がいるが、一部は以前は所属していた州の議会代表の一部である。たとえば、 ブトゥアン はアグサンデルノルテの第1議会地区の一部である。 このような場合、州の役人に投票しない独立都市は、Sangguniang Panlalawigan（地方議会）地区から除外され、SPメンバーの割り当ては、 COMELECによって適切に人口を考慮して調整される。たとえば、北アグサン州（3番目の所得クラスの州）は、そのSangguniang Panlalawiganに8人のメンバーを選出する資格があり、2つの議会地区に属している。その第一議会の地区が含まれているためSangguniang Panlalawiganの席が均等州の第一及び第二議会地区の間（4-4）に分散されていないブトゥアン 、地方の役人に投票しない独立した都市。 むしろ、座席は（ののみからなる州の第一Sangguniang Panlalawigan地区の小集団を考慮して1-7を分散しているラスニエベスを ）と第二地区にある州の人口の大部分。一方、州の役人に投票する資格のあるルセナ市は、ケソンの第2議会地区と隣接するケソンの第2サングニャンパンララウィガン地区の一部を構成している。
- 実用的な目的のための独立した都市の一般的な区別の欠如：多くの政府機関およびフィリピン社会全般は、特にこれらの都市が歴史的および文化的なつながりがあるため、マニラ首都圏以外の多くの独立都市を州の一部として分類し続けている。かつて、または現在所属している州の社会経済的および文化的州都。さらに、州の境界線を示すフィリピンのほとんどの地図では、地図作成上の利便性のために、独立した都市を州と区別しない。第1レベルの行政区画（つまり、LGCのセクション25に記載されている州と同じレベル）にもかかわらず[2]、独立した都市は多くの場合、教育の利便性とシンプルさのため、市町村および構成都市と同じレベルにあると見なされる（2番目レベルの管理部門）。

構成都市は、通常の自治体と比較していくつかの問題で一定の自治が認められるが、州の一部とされる。 ただし、混乱の原因がいくつかある。
- 一部の構成都市は、州とは別に独自の議会代表を形成： 議会は国の立法機関であり、中央（中央）政府の一部であるため、 下院での都市の代表 （またはその欠如）は州からの独立の基準ではない。 アンティポロ 、 ビニャン 、 サンホセデルモンテは議会に独自の代表者がいるにもかかわらず、それぞれリザール 、 ラグナ 、 ブラカンの構成都市であり、それぞれの憲章を明確にし、関係の断絶を示す条項がないそれぞれの州政府とそれらを構成都市に変換。
- 州とは異なる行政区域の一部であること： イサベラ市はバシランの構成都市として機能します：その税収は州政府と共有され、州政府とのSangguniang Panlalawigan バシラン、州委譲サービスに関してその住民は州役所への投票と運営の両方の資格がある。しかし、イスラム教徒ミンダナオのバンサモロ自治区（BARMM）への参加をオプトアウトすることにより、イサベラ市の住民は、他のバシランとは異なり、バンサモロ議会の地方事務所に投票し、運営する資格がない。 イサベラ市に提供される地域サービスは、 パガディアンに拠点を置く地域IXのオフィスから提供される。バシランの残りの部分は、コタバト市に拠点を置くBARMMがサービスを提供している。イサベラ市は、その州から独立していないが、これはバシランの残りの地域はBARMMの管轄外。この地域は、フィリピンの主要な地方行政区分ではないので管轄は州となる。

## 都市の創設
議会は、都市を組み込むことができる唯一の立法機関です。 州および市議会は、都市になるための要件が満たされた後、特定の地域（通常、既存の自治体またはバランガイのクラスター）が都市宣言することを示す決議を可決できる。 Republic Act No. 9009により、これらの要件には以下が含まれます： 
- ローカル財務省によって認定として、最後の2年連続（2000年不変価格に基づいて）少なくとも₱億の収入を生成
- フィリピン統計局 （PSA）によって認定された、少なくとも150,000人の人口。 または 、 土地管理局によって認定された100平方キロメートルの連続した領域であり、2つ以上の島にある地域では、連続性は必須ではありません。

議会のメンバー（通常、提案された都市が属する議会地区の代表者が関与）は、都市を変換または作成する法律を起草します。 法案が下院と上院の両方を通過し、議会法になった後、 大統領は法律に署名します。 法律が30日後に署名されない場合、大統領の署名がなくても法律になります。
1983年以前の都市の創設は、国会の裁量のみで行われました。承認された都市憲章以外に「都市」ステータスを達成するための要件はありませんでした。 Batas Pambansa Bilang 337 （ 1983年地方自治体法）が法律になる前に都市を組み込むために、収入、人口、または土地の要件を満たす必要はありませんでした。 これにより、 タンブブやカンラオンなどのいくつかの現在の都市は、人口が少なく、現在の基準を満たしていない地元で生み出された収入にもかかわらず、そのようなステータスを付与することができました。 （2000万₱）1992年から2001年の間、比較的低所得の標準等も許可いくつかの自治体、 Sipalayとムニョスは 、現在₱億ローカル所得基準を満たすことができないにも関わらず、都市になっている。
1987年以前は、住民が都市憲章を批准するために行われた住民投票なしに多くの都市が作られました。最も顕著なのは、アメリカ植民地時代初期（ マニラとバギオ ）および連邦時代（1935〜1946 ）に設立された都市です）のようなカビテシティ 、Dansalan（今Marawi ）、 イロイロ市 、 バコロド 、 サンパブロとサンボアンガ 。 1987年以来、 憲法の下で、地方自治体の法的地位を変更するには変更の影響を受ける住民による批准が必要であることが義務付けられています。 したがって、1987年以降に作成されたすべての都市は、1991年の地方自治体 法と2001年の共和国法9009で定められた都市性の要件を満たした後、投票権者の大多数がそれぞれの憲章を承認した後にのみ企業ステータスを取得。

### 都市性の動機
初期の都市のいくつかは、有利な場所（ バギオ 、 タガイタイ ）または戦略的な場所（ アンヘレスとオロンガポ 、 コタバト 、 ザンボアンガ ）、または特に人口の密集した地域（ パラヤン 、 トレスマーティレス 、 ケソンシティ）に新しい政府センターを設立するためにチャーターを与えられましたが、ほとんどのフィリピンの都市は元々、主に都市である地域に局地的な市民政府の形態を提供するために組み込まれ、そのコンパクトな性質と異なる人口統計および地方経済のため、より地方志向の州では必ずしもより効率的に処理することはできない。ただし、すべての都市が純粋な都市居住区であるわけではありません。 今までのところ、将来の資源ニーズの増加と都市の拡大、および戦略的考慮に意図的に組み込まれたため、 Calbayog 、 Davao 、 Puerto Princesa 、 Zamboangaなどの農村部や荒野地域とかなりの非都市人口の巨大な広がりを持つ都市がまだあります。
1991年の地方自治体法の制定により、地方自治体の問題に対処するための自治体と都市の両方の権限が強化されました。 通常の自治体は現在、チャーターした都市と同じ権限と責任の多くを共有していますが、その市民やリーダーは、内部収益配分（IRA）の大きなシェアを獲得し、追加の権限を取得することが彼らの最善の利益であると感じるかもしれません特に人口が大幅に増加し、地域経済がより強固になった一方、都市化後に課される固定資産税の引き上げにより、多くの市民は、市町村がすでに高度な都市化を達成し、すでに年収があったとしても、町が都市に変わることを警戒、既存の多くの低所得都市のそれを超えています。 これは、マニラ首都圏を取り巻く多くの高所得で人口の多い市町村、特にバコールとダスマリニャス （最終的にそれぞれ2012年6月と2009年11月に都市になった）の都市部の入札に対して行われたケースの1つです。
1991年に地方自治体法が制定されて以来、市に転用される自治体の数が急速に増加したことを受けて、 アキリノ・ピメンテル上院議員は、より適切なベンチマークを確立するために2001年6月に共和国法9009都市になりたいと思った自治体を測定した。  所得要件が適切に都市として機能することができるように十分に開発された、経済的に都市化になっていないと認識またはされた自治体の都市への変換の相次ぐを抑制するための入札で億を₱する₱万から大幅に増加しました。
RA 9009の通過にも関わらず、2007年に16の地方自治体で必要な収入を満たしていない自治体も、所得要件の免除を求めて都市に変換されました。 これは、これらの市町村の都市に反対するフィリピン都市連盟からの声明的な反対につながり、 連盟はこれらの市町村を都市にすることにより、他の人が同じことを求めるのを妨げない「危険な先例」を設定するだろうと主張した特別扱いによる。  さらに重要なことは、LCPは、都市になるためのRA 9009によって設定された要件を満たしていない町の転換の最近の急増により、より多くの都市が割り当てられた量を共有しなければならないため、既存の都市が受け取る割り当ては劇的に減少するだけだと主張した。これは、IRAの23％に相当する中央政府によるものであり、IRAは、 内国歳入局が徴収するすべての収入の40％に相当します。  結果として生じた法的争いにより、2010年8月に最高裁判所によって16の自治体の都市憲章が無効になりました。(See #"League of 16" and legal battles)

## 都市のステータスの変更
長年にわたって、一般的な有効性と都市特有の法律の通過の結果として、地方選挙の資格に関する都市の地位の変化の例がありました。

### 1979年以前
1979年より前は、すべての都市は公認都市と見なされていましたが、収入レベルとは別に公式のカテゴリはありません。 チャーターされた都市は、それらが作成された州から独立していると見なされましたが、住民が州の役人に投票する資格は、それぞれのチャーターによって決定されました。 
地方問題への参加に関して、3種類の都市憲章がありました：
1）各居住者が州の役人を選出することを明示的に許可したもの
2）地方選挙への参加を明示的に禁止しているもの
3）および地方選挙への有権者の参加に関して沈黙している人々。
Teves等に関する1951年の最高裁判所の判決で 選挙委員会は最終的に、このような憲章を持つ都市の住民（ DumagueteやDavao Cityなど ） が州選挙に参加する資格がないことを確認することにより、都市の第3のカテゴリーを取り巻く曖昧さを解決しました。 
市の選挙に参加する都市住民の権利を変更することは、国会でのみ決定される権限でした。 1979年以前は、この力は7つのケースで行使され、合計6つの都市に影響を与えていました。
- 既存の都市の住民が母州の役人に投票する権利を回復した国会または議会の5つの行為：
  - 1940年8月22日： イロイロ市の改正憲章（ 連邦法第158号 ）のセクション7は、1940年に連邦法第604号によって改正され、「イロイロ市の有権者は選挙に参加するものとする」イロイロの地方役員のうち、後者はイロイロ市とその役員に対する管轄権を持たない。」 [8]
  - 1950年6月10日： ダグパンの元の都市憲章（ 共和国法No. 170 ）は、当初、市の住民が州選挙に参加する資格があるという問題について沈黙していた[9]ため、住民は州選挙に参加する資格がないことを意味する。 3年後、 共和国法第448号は憲章を改正し、市の有権者がパンガシナン州の知事と州委員会の選挙に参加することを明示的に認めました 。 [10]
  - 1956年6月14日：の都市カバナツアンは元々明示選出との州政府の位置に選出されることから除外されたヌエバエシハ [11]元の都市憲章（ 共和国法番号526）までに共和国法号1445によって改正されました1956年、市の住民が再び州の役人に投票できるようになりました。 [12]
  - 1956年6月16日： ダンサランの最初の都市憲章（ 連邦法第592号 ）は、当初、都市住民の州選挙への参加資格に関する問題について沈黙していた[13]ため、住民は州選挙に参加する資格がなかったことを意味する。 16年後、 共和国法1552は、都市をマラウィに改名することに加えて、都市の有権者がラナオ州の役人の選挙に参加することを明示的に許可するために都市憲章を改正しました。 [14]
  - 1964年6月10日： セブ市の古い憲章（ 連邦法第58号 ） [15]は廃止され、1964年に共和国法第3857号に置き換えられました。 法律により、市の住民は再びセブ州政府の役人に投票する資格を得ることができました。 [16]
  - 1969年6月21日： Tevesなどに関する最高裁判所の判決を受けてv。 ネガロス・オリエンタルからのドゥマゲテの独立を支持した選挙委員会 [7] 共和国法第5797号は、1969年6月21日に議会によって制定され、市の当初の憲章（ 共和国法第327 ） [17]市の住民は再び地方の役人に投票する。 [18]
- 議会選挙に参加する権利が以前に明示的に与えられていた既存の都市の住民がそのような権利を奪われた議会法
  - 1959年6月19日： 共和国法第2259号のセクション2により、 ダグパンとイロイロ市の有権者は州選挙に参加する権利を奪われました。 [19]

### 1979–1983
1979年12月22日に承認されたBatas Pambansa Bilang 51は 、2つの法的カテゴリーの都市 高度都市化都市 （HUC）と構成都市を導入しました。  COMELEC前にBP 51の規定を実施するために発行された決議第1421、 1980年1月30日の地方選挙では 、20都市の合計は、地方公務員の選挙に参加することを許されなかったと述べている：  7のこれらは「高度に都市化」され、残りの13は「構成」都市でした。
- 1980年1月30日の選挙でBatas Pambansa Bilang 51が施行されたとき、当時の収入が4,000万ポンド以上であっ₱すべての都市は、高度に都市化された都市と見なされました。 [20] 当時この収入要件を満たした都市は、カロオカン、セブ、ダバオ、マニラ、パサイ、ケソン市でした。 それぞれの憲章が州当局への投票を許可したかどうかに関係なく、高度に都市化された都市は、もはや州当局への投票を許可されませんでした。 上記の中で、 セブ市の有権者のみがこの方法で地方選挙に参加する権利を失いました。他の5つの都市の有権者は、それぞれの都市として設立されて以来、州の選挙に参加していません。 また、 BP 51のセクション3では、 大統領と最高裁判所の公式の夏の住居のホストとして重要であるため、収入に関係なくバギオを高度に都市化された都市にしました 。 選挙日はセブ市の有権者に州のための職員を選出する力奪うにBP 51の合法性を支持した前に、最高裁の場合は2日決める 。 [21]
- BP 51のセクション3 に従って 、他のすべての都市は、地理的に位置する州、または元々その一部であった州の「構成都市」と見なされました。  BP 51では、他のすべての都市をそれぞれの州の一部と見なしていますが、州の選挙に参加する有権者の資格は、都市のそれぞれの憲章によって修正されました（修正済み）。  合計13の「構成都市」の有権者は、 1980年の地方選挙で州の役人に投票する資格がありませんでした。  Nine of these were cities with charters (as amended) that expressly prohibited participation in provincial elections: ジェネラル・サントス 、 イロイロ 、 マンダウエ 、 ナガ 、 オルモック 、 オロキエタ 、 サンカルロス（パンガシナン）とザンボアンガ 。  残りの4 - BAIS 、 Canlaon 、 コタバトとオザミス -チャーター地方選挙への参加に黙した都市でした。  BP 51は、1951年のTeves等に関する最高裁判所の判決を支持し住民が州の役人の選挙に参加することを禁止する。

### 1983–1987
1983年 2月10日に承認されたBatas Pambansa Bilang 337 （ 1983年地方自治体法 ）は、都市を高度に都市化された都市として分類できる基準をさらに改良しました。  BP 337少なくとも15万人の住民を持っていた都市との下で、少なくとも₱万の収入は、要件を満たした都市の30日以内に、非常に地方政府の大臣が都市化と宣言されることになっていました。  アンヘレス（1986）、バコロド（1984年9月27日）、ブトゥアン（1985年2月7日）、カガヤンデオロ（1983年11月22日）、イロイロ（1983）イリガン（1983年11月22日）、オロンガポ（12月7日） 、1983）、およびザンボアンガ（1983年11月22日）がこの方法でHUCになりました。 これらの都市のほとんどの住民は、州選挙に初めて参加する権利を失いました。 2つの例外は 1959年にRA 2259のセクション2により州の役人に投票する権利をすでに奪われていたイロイロ市 と、都市憲章セクション47（ 連邦法第39号 ）によるサンボアンガ市のとおりです。 
1985年12月3日に承認されたBatas Pambansa Bilang 881 （ フィリピンのオムニバス選挙法 ）のセクション30により、次のように規定されています。「それぞれの憲章が別段の定めをしない限り、構成都市の選挙人は選挙で投票する権利があります。それが含まれる州の州の役人のために。」  したがって、この規定は、 Teves等に関する1951年の最高裁判所の決定を無効にします。選挙の委員会は 、地方自治体の選挙に再び参加する権利を州の役人に選出する問題について憲章が沈黙している構成都市の有権者に提供することにより BP 881 enfranchised BAISとCanlaon （ 東ネグロス州 ）、およびオザミス （ 西ミサミス州 ）が再び都市に。 コタバト市の憲章は州の役人を選出することについて沈黙しているにもかかわらず、この市は古い分割されていないコタバト州の後継州の一部となるために法制化されていませんでした。 したがって、市の有権者は、 マギンダナオまたは北コタバトのいずれかの州選挙で投票する資格がまだなかったため、どの州からも独立したままでした。

### 1987–1991
新憲法の批准（1987年2月）から1991年の地方自治体法 （1992年1月）の発効までの期間は、移行期の1つでした。 この間、 BP 51 、 BP 337 、およびBP 881は依然として有効でした。この期間中の都市の唯一の合法的なクラスは、依然として「高度に都市化された」都市および「構成」都市でした。
市の住民が州選挙に参加する権利を変更することは、この期間に新しく復元された議会によって再び行使されました。 合計3つの都市が影響を受けました。 共和国法No. 6641 （1987年）、  6726 （1989年） 、および6843 （1990年） は、 マンダウエ 、 オロキエタ 、 サンの住民を再び許可しました。 カルロスは、それぞれセブ 、 ミサミス・オクシデンタル 、およびパンガシナンの 州の役人に投票します。 BP 51 （都市を「高度に都市化された」または「構成」のいずれかのみと見なした）は当時まだ有効であったため、この変更は法的カテゴリー間の切り替えとは見なされなかった。構成都市」分類は、国民投票を必要としませんでした。 「独立構成都市」の法的分類は、1992年に地方自治体法によってのみ導入されたことに注意。
BP 337 （ 1983年地方自治体法 ）で設定された同じ基準の下で、サントス将軍（1988年9月5日）、ルセナ（1991年7月1日）、マンダウエ（1991年2月15日）の合計3つの都市が高度に都市化されました。 ルセナとマンダウエは、 憲法の批准後（1987年2月11日） から1991年地方自治体法 （1992年1月1日）の施行前にHUCステータスへの再分類が行われたため、特別なケースでした。居住者は、それぞれの憲章（改正されたとおり）に従って、州の役人の選挙に引き続き参加することが許可されました。 LGCの452-c。  サントス将軍の居住者は、1968年に都市化を達成して以来、 南コタバトの地方当局者の投票からすでに除外されていました。したがって、彼らはこの免除の影響を受けません。

### 1992–現在
1991年の地方自治体法は 1992年1月1日に発効し、それ以来、いくつかの修正が行われましたが、引き続き有効です。  都市を作成し、都市を高度に都市化されたステータスにアップグレードするための新しい要件が、この法律に基づいて制定されました。 1991年のLGCは 、 独立構成都市 （ICC）カテゴリーが導入された最初の年でもありました。 これらの都市は、都市住民が州の選挙で投票することを明確に禁止している都市化されていない都市。最終的に、財政的、行政的、法的観点から州から完全に独立。

#### アップグレード

##### 独立した自治体から高度に都市化された都市
1975年にブラカン州とリサール州から切り離され、独立したユニットを作ったマニラ首都圏の自治体は、1994年にマンダルヨンで始まり、高度に都市化された都市に変換されました。 最新のNavotasは、2007年にHUCになりました。 現在20万人の人口の人口要件を満たしていないPaterosのみが、マニラ首都圏で唯一の独立自治体です。

##### 構成都市から独立した構成都市
必要なのは、構成都市の憲章の議会改正であり、市の住民が州の役人に投票することを禁止しています。 これまでのところ、この方法でアップグレードされた都市はありません。

##### 構成/独立構成都市から高度に都市化された都市
認定として、1992年以来、かつて都市20万人の人口に達するフィリピン統計局 、市の会計によって認定として₱万（1991年不変価格に基づく）の収入、市政府はにリクエストを提出することができフィリピンの大統領は30日以内に都市が高度に都市化されたと宣言されるようにします。 大統領の宣言により、この転換を批准するために、特定の期間内に国民投票が行われます。 以前の試みが失敗した場合、構成都市が高度に都市化された都市になることを試みることができる回数に制限はありません。 
- 1992年以降、3つの構成都市がHUCに正常に変換されました。
  - プエルトプリンセサ （2007）：2007年3月26日に署名された宣言1264は、 パラワンの首都をHUCと宣言しました。 [30] 2007年7月21日に開催された国民投票で投じられた票の過半数が転換を承認しました。 [31]
  - ラプラプ （2007年）：2007年1月23日に署名された宣言No. 1222は、ラプラプの構成都市をHUCとして宣言しました。 [32] 2007年7月21日に開催された国民投票で投じられた票の過半数が転換を承認しました。 [31]
  - タクロバン （2008）：2008年10月4日に署名された宣言No. 1637は、首都レイテをHUCとして宣言しました。 [33] 2008年12月18日に開催された国民投票で投じられた票の過半数が転換を承認しました。 [34]
- 次の構成都市は、さまざまな理由でHUCになりませんでした。
  - カバナツアン、ヌエバエシハ （1997）：1997年2月13日に署名された宣言番号969は、州の旧首都宣言ヌエバエシハ HUCを。 [35] 1997年5月12日の バランガイ 選挙と同時に行われた国民投票で投じられた票の大半は、改宗を承認しませんでした。 [36]
  - Tarlac、Tarlac （2005）：2005年10月27日に署名された宣言No. 940はTarlac州の首都をHUCと宣言しました。 [37] 2006年2月11日に開催された国民投票で投じられた票の過半数は、転換を承認しませんでした。
  - アンティポロ、リサール （2011年）：2011年3月14日に署名された宣言第124号は、 リサール州の首都をHUCと宣言しました。 [38] 2011年4月4日、アンティポロの市長は、2011年6月18日に予定されているプレビサイトを無期限に延期し、市をHUCに変換する入札を事実上延期すると発表しました。 [39]
  - カバナトゥアン、ヌエバ・エシハ （2012）：2012年7月4日に署名された宣言第418号は、 ヌエバ・エシハ州の旧首都をHUCとして再び宣言しました。 [40] 国民投票は当初2012年12月1日に設定されていましたが、 2013年の全国選挙 、 ARMMおよび地方選挙の準備のために、2014年1月25日にCOMELECによって再び予定されました。 [41][42] 予定されていた国民投票の1週間前に、 最高裁判所は一時的な抑制命令を出し、ヌエバ・エシハ知事アウレリオ・ウマリによって提起された事件が決定されるまで投票を延期しました。  2014年4月22日、最高裁判所は、カバナトゥアンがHUCとしての自治権を獲得すると州の収入に大きな影響が及ぶことを考慮して、コメレックにヌエバエシハの残りを国民投票に含めるよう命じました。  COMELECはその後、2014年11月8日に拡張された国民投票のスケジュールを変更しました。  しかし、10月21日COMELECはカバナツアン市政府が展開国民投票を管理するために必要な₱億を提供するまで投票を中断ミニッツ決議番号14から0732を発行しました。 [43]

#### ダウングレード

##### 高度に都市化された都市から構成都市へ
HUCを構成都市として再分類するには、関連する都市の憲章を修正するだけでなく、 地方自治体法 も含まれる可能性があります。現在、 LGCにはこれを許可する規定も前例もないためです。 セブ市の一部の政治家は、セブ州の提案された分割であるサグブアックに対してより多くの票をもたらすために、州の管理下に都市を持ち帰ることを望んでいることを以前に示しました。
市の住民が州の役人に投票できるようにする都市憲章の議会改正が必要であり、その後に国民投票が続きます。 独立した構成都市としてのサンティアゴの地位は、1998年2月14日に共和国法8528が制定され、それを通常の構成都市にしようとした後、簡単に問題になりました。  しかし、1999年9月16日の最高裁判所は、市の地位のこのような変更には、他のあらゆる政治単位の境界の合併、分割、廃止、または変更と同様に国民投票が必要であると主張した市長を支持しました。 そして、そのような変化を支持する国民投票者の認識欠如のため、 RA 8528は憲法違反となる。 

## フィリピン都市連盟（LCP）
フィリピン都市連盟（LCP）は1988年に設立された非営利団体であり、2022年12月17日現在、148市が加盟している。この組織は、行政や地方自治を改善し、環境の保全や公共事業の改善などの問題への取り組みを調整するために設立された。

## 市の一覧
2015年12月12日に、カヴィテ州のヘネラル・トリアスが市へ昇格した。2019年9月7日現在、フィリピンには146の都市がある。サント・トーマス内バタンガスは開催国民投票を経て2019年に9月7日、批准の承認を得た最新の都市である。

### 最大の都市
| 順位           | 都市               | 人口 (2015)         | 画像 | 説明 |
| -------------- | ------------------ | ------------------- | ---- | --- |
| 1              | ケソンシティ       | 2,936,116           |      | 元首都（1948–1976年）。マニラ首都圏で人口と面積が最大の都市。Batasang Pambansa Complexとフィリピン最大の水源であるラメサ貯水池があり、フィリピン下院を開催している。 |
| 2              | マニラ             | 1,780,148           |      | 首都（1571〜1948年および1976年以降）。 歴史的に、パシグ川の河口で囲まれた城壁都市イントラムロスが中心であった。 最高経営責任者、 マラカニャン宮殿の議長を務める。 国内でも群を抜いて全世界で最も人口密度の高い都市である。                                                         |
| 3              | ダバオ市           | 1,632,588           |      | ミンダナオ島で最も人口が多い。 歴史的にダバオ川がダバオ湾に注ぐ場所の近くに中心を置くこの都市には、アポ山自然公園の一部を含む荒野が広がり、陸地別ではフィリピン最大の都市となっている。 ダバオ地方の中心であり、および国で3番目に大きい大都市圏の中心であるメトロダバオ。          |
| 4              | カローカン         | 1,583,978           |      | アンドレ・ボニファシオとカティプナンが秘密裏に会議の多くを開催した歴史的な街。 その領土の多くはケソン市を形成するために割譲され、その結果、市の管轄下に2つの隣接しないセクションが形成された。市は主に住宅地を含み、重要な産業部門と商業部門が所在する。                           |
| 5              | セブ市             | 922,611             |      | 通称「南のクイーンシティ」。 フィリピン最初のスペイン人入植地。 セブ州の州都、 中部ビサヤ地方の中心。 ヴィサヤで最も人口の多い都市であり、メトロセブは同国で2番目に大きい大都市圏の中心である。                                                                                    |
| 6              | サンボアンガ市     | 861,799             |      | 「花の都市」の愛称で呼ばれ、スペイン由来のクレオール語が話されることから、市政府から「アジアのラテンシティ」として宣伝されている。 モロ州と分割されていないザンボアンガ州の旧首都。 ザンボアンガ半島の管理地域の旧地域の中心地であるが、ミンダナオ島西部で最大の都市のままである。 |
| 7              | タギッグ           | 804,915 [ローマン1] |      | 西側海岸に横たわるラグナ 、都市はの紛争地域を含め重要な産業、商業、住宅地、網羅フォートボニファシオ 、国の新しい最高のとして開発されてきた旧米軍基地ビジネス地区を有する。 1975年にマニラ首都圏に組み込まれるまで、リサール州の一部であった。                                      |
| 8              | アンティポロ       | 776,386             |      | マニラ首都圏のすぐ東の丘に位置することから、「City in the Sky」の愛称がある。有名な巡礼と観光の中心地であり、マリア神殿とヒンルガングタクタク国立公園がある。国内で最も人口の多い構成都市であり、リサール州の総人口の4分の1以上とその州の首都で構成されている。                    |
| 9              | パシグ             | 755,300             |      | マニラ首都圏の主要ビジネス地区の1つであるオルティガスセンターのほとんどをホストしている。 ラグナ・デ・ベイがパシッグ川に注ぐ場所に位置している。かつてはリサール州の州都であったが、1975年にマニラ首都圏に組み込まれた。                                                           |
| 10             | カガヤン・デ・オロ | 675,950             |      | 「黄金の友情の都市」と呼ばれる。旧称はカガヤン・デ・ミサミス。 急速に流れるカガヤンデオロ川の河口に位置し、観光客が訪れるようになった。北ミンダナオ地方の中心であり、東ミサミス州の州都。                                                                                          |
| テーブルノート |                    |                     |      | |

### 統計
- 人口（2020年の国勢調査の数値）
  - 最少 - Palayan：45,383人
  - 最多 - ケソンシティ：2,960,048人
- 人口密度（2020年の国勢調査の数値を使用して計算）
  - 最高 - マニラ：41,515人/km2
  - 最低 - プエルト・プリンセサ：130人/km2
- 面積
  - 最小 - サンファンシティ：5.94km2
  - 最大 - ダバオ市：2,433.61km2[50] ただし、一部の資料の統計ではプエルトプリンセサの面積は2,500km2より大きい数値になっており[51]、IRAシェア計算データによると[52]、公式に認識されている面積の数値は2,381.02km2である。ダバオ市はフィリピン国内の通念に反して[53]、面積が世界最大の都市であるという記録は無い。
- 標高
  - 最低 - フィリピンのほとんどの都市は海面に位置する。ただし、ナヴォタス 、South カローカン、およびマラボンの一部は海面下にあり、地盤沈下が続いている[54]。
  - 最高 - バギオの大部分は海抜1300mを超えている。 しかし、フィリピンで最も高い山であるアポ山の頂上は、 ダバオ市とバンサラン市のダバオデルスル市との境界の一部を形成している。ディゴス市には、アポ山自然公園の一部も含まれる[55]。
- 最先端
  - 最北端 - ラオアグ
  - 最南端 - ジェネラル・サントス
  - 最西端 - プエルト・プリンセサ
  - 最東端 - Bislig

### 現存しない/廃止された市
- レガスピ市（1948〜1954)：レガスピ市は1948年6月18日に承認された。共和国法第306号に基づき、フィリピン大統領がその都市性を宣言した後、レガスピは市に昇格した[56]。現在のレガスピ市とダラガに位置した。1954年6月8日に廃止され[57]、レガスピとダラガに分割された。レガスピは1959年6月12日に独自に市に昇格した。
- バシラン市（1948〜1973）： ザンボアンガ市の一部であったが、1948年に共和国法第288号によって分立して市になった[58]。1973年にフェルディナンドマルコス大統領が大統領令356号を発令し、バシラン州が発足したことに伴い、現在のイサベラ市のダウンタウンのみに縮小され[59]、 1975年11月7日に大統領令840号によってイサベラ市に編入され消滅した[60]。
- ラジャ・ブアヤン市（1966）：共和国法第4413号により[61]、当時のコタバト州にあったジェネラル・サントスが、1966年1月1日にミンダナオの歴史的支配者にちなんで正式に改名された。 1966年1月、自治体の有権者の過半数が住民投票で都市性に賛成票を投じると規定した。 1965年12月、選挙委員会 （COMELEC）は、4,422人が投票し、3,066人が反対するラジャブアヤンの都市を宣言した。しかし、新都市の2人の居住者は、都市に15,727人の有権者がいたという事実に照らして、都市性に賛成票を投じた人の数は過半数ではないと裁判所で主張して、これに異議を申し立てた。裁判所は、1966年1月4日に、市役所がRA 4413の規定によって許可された、またはRA 4413の規定に従って行為を行うことを禁止する差し止め命令を発行した。最高裁判所は 1966年10月29日に満場一致でこの決定を支持し、都市憲章は投票者の過半数によって受け入れられず、したがってRA 4413が無効になると宣言した。 [62] サントス将軍の市町村は、1968年に同じ名前の都市に後日変更されました。

#### 「リーグオブ16」と法的戦い
フィリピン最高裁判所は 、2008年11月18日に6〜5の非常に分かれた投票により、2009年5月6日に最終的に支持され、16の自治体を都市に変換する違憲都市法を宣言した。アントニオ・T・カルピオ判事の24ページの判決は、以下の市法が憲法第6条と第10条に違反していると判断した。 
- RA # 9389 (Baybay in Leyte)
- RA # 9390 (Bogo in Cebu)
- RA # 9391 (Catbalogan in Samar)
- RA # 9392 (Tandag in Surigao del Sur)
- RA # 9393 (Lamitan in Basilan)
- RA # 9394 (Borongan in Eastern Samar)
- RA # 9398 (Tayabas in Quezon)
- RA # 9404 (Tabuk in Kalinga)
- RA # 9405 (Bayugan in Agusan del Sur)
- RA # 9407 (Batac in Ilocos Norte)
- RA # 9408 (Mati in Davao Oriental)
- RA # 9409 (Guihulngan in Negros Oriental)
- RA # 9434 (Cabadbaran in Agusan del Norte)
- RA # 9435 (El Salvador in Misamis Oriental)
- RA # 9436 (Carcar in Cebu)
- RA # 9491 (Naga in Cebu)

裁判所は、上記Cityhood法律、すべてのRA 9009の有効性の後に制定されたが₱万から増加し、所得要件から明示的に免除回答自治体が秒で億を₱すると判示した。地方政府コード（LGC） の450 として、 RA 9009 により修正されました 。 このような免除は明らかに第10節、 憲法の条Xに違反する ため、あきらか違憲です。 有効であるためには、このような免除は地方自治体法で書かれていなければならないが、市法を含む他の法律では非制定。 
しかし、1年以上後の2009年12月22日に、いわゆる16都市連盟 （ 都市の地位が逆転した16の地方自治体ユニットで構成される非公式グループ）の訴えに基づいて、最高裁判所は逆転しました「一日の終わりに、修正法の通過 （議会によって設定された都市性の基準に関する） は、法律の制定とは異なりません。前述の基準からの特定の政治的区分により議会は、免除される法律を制定する際に、すでに成文化された指標を事実上減少させた。」  このように、16のLGUの都市の地位は効果的に回復しました。
2010年8月24日。 16ページの決議で、 最高裁判所は 2008年11月18日に都市法を取り下げた判決を回復し、16のLGUを通常の自治体の地位に再び減らしました。 
リーグオブ16を取り巻く法的闘争の最新の進展は、2011年2月15日でした。 7-6の投票で、最高裁判所（SC）は、2007年に都市になった16の町が都市として滞在できると裁定しました。 SCがこの事件について裁定したのは4回目であり、3回目の逆転です。 16の町の都市への転換はすべての法的要件を満たしたと述べた。 

### 拒否された都市
Note: This section only lists attempts that reached the stage where a Republic Act was enacted for the purpose of achieving cityhood.
- バタンガス （1965年）： バタンガスの当時の市区町村で投じられた票の過半数は、 共和国法第4586で義務付けられているように、 1965年のフィリピン総選挙と同じ日に行われた国民投票で都市性を拒否しました。 [68] 都市は日本統治時代第二共和国下でフィリピンの大統領をつとめたホセ・ラウレルの名誉をたたえローレル市と命名されていたであろうが、バタンガスの市町村は、1969年に後に同じ名前の都市に変換されました。
- タルラック （1969）：タルラック（ 共和国法第5907）の都市憲章は6月21日、1969年に承認された[69] 1969年11月11日に開催された国民投票で、選挙区の過半数が市区町村を拒否しました。 タルラックは、29年後の1998年に都市になりました。
- Ilagan （1999）の構成都市にIlagan変換共和国法号8474、 イサベラは、2月2日1998年に承認された[70] しかし、1999年3月14日に開催された国民投票で投じられた票の過半数は都市性を拒否しました。 2012年8月11日の国民投票で投票の過半数が承認された後、イラガンはついに都市になりました。 [71]
- Novaliches （1999）：1998年2月23日、論争の的となっているNovaliches市憲章（ 共和国法第8535号 ）が承認され、 ケソン市の15の北バランガイから新しい都市を創設しようとしました。 [72] 歴史的に別の町、Novalichesは、ケソン市と北部に分配したカローカン 1948年。 1999年10月23日に開催された国民投票では、投票の大部分（15のバランガイだけでなく、ケソンシティのすべての有権者を含む）がノヴァリチェスの都市性を拒否。
- Meycauayan （2001）：2001年3月30日に開催された共和国法第9021号を批准するために開催された国民投票で投じられた票の過半数により、市区町村は拒否されました。 [73] Meycauayanは、 共和国法第9356の制定と12月10日、2006年の国民投票による批准[74]で、5年後に都市になった[75]

### 以前の名前
Note: This section only lists name changes made upon or since cityhood.
- カガヤン・デ・オロ：カガヤン・デ・ミサミスの町は、1950年6月15日に共和国法第521号によりカガヤン・デ・オロに改名され、市に昇格した[76]。
- ラプ=ラプ：1961年にオポンの町が市に昇格する際に、共和国法第3134号に基づき、マクタン島の戦いの英雄であるラプ=ラプに因んで改名された[77]。
- マラウィ：1950年にダンサラン市として発足、1956年6月16日に共和国法第1552号によりマラウィに改名[78]。
- オザミス：ミサミスは、1948年に共和国法第321号によって、西ミサミス州の初代知事ホセオザミスに因んで改名された[79]。
- パサイ：1947年にリサール市として発足したが、1950年6月7日に共和国法第437号により旧称のパサイに戻された[80]。
- ロハス ：1951年、 カピスの市町村はマヌエル・ロハスにちなんで名付けられました。 マヌエル・ロハスは、第3フィリピン共和国の初代大統領であり、 共和国法第603号によって生まれた町です。 [81]

## 参照資料
1. ↑  “General Trias in Cavite now a city”. Rappler. (2015年12月13日) 2015年12月13日閲覧。
2. 1 2 3 4 5 6 7 8  “Republic Act No. 7160 - An Act Providing for a Local Government Code of 1991”. The LawPhil Project (1991年10月10日). 2016年4月30日閲覧。
3. ↑  “Department Order No. 23-08”. Philippine Statistics Authority (2008年7月29日). 2014年12月18日時点のオリジナルよりアーカイブ。2016年4月29日閲覧。
4. ↑  “Republic Act No. 9009 - An Act Amending Sec. 450 of Republic Act No. 7160, Otherwise Known as the Local Government Code of 1991, by Increasing the Average Annual Income Requirement for a Municipality or Cluster of Barangays to be Converted into a Component City.”. Chan Robles Virtual Law Library (2001年2月24日). 2016年4月29日閲覧。
5. 1 2  “A Call for Reason and Respect for Law”. LCP Policy Blog. 2016年4月29日閲覧。
6. ↑  “League of Cities wants veto on city hood of 12 towns”. The Manila Times. (2007年2月9日).  オリジナルの2009年1月22日時点におけるアーカイブ。 2016年4月29日閲覧。
7. 1 2 3  “G.R. No. L-5150; Teves, et al. vs. Commission on Elections”. The LawPhil Project (1951年11月8日). 2016年4月30日閲覧。
8. ↑  National Assembly of the Philippines (1940年8月22日). “Commonwealth Act No. 604 - An Act to Amend Certain Sections of the Charter of the City of Iloilo”. The Corpus Juris. 2016年11月28日閲覧。
9. ↑  “Republic Act No. 170 - An Act Creating the City of Dagupan”. Chan Robles Virtual Law Library (1947年6月20日). 2016年11月28日閲覧。
10. ↑  “Republic Act No. 448 - An Act to Amend the Charter of the City of Cabanatuan”. Chan Robles Virtual Law Library (1950年6月10日). 2016年11月28日閲覧。
11. ↑  “Republic Act No. 526 - An Act Creating the City of Cabanatuan”. Chan Robles Virtual Law Library (1950年6月16日). 2016年4月29日閲覧。
12. ↑  “Republic Act No. 1445 - An Act Amending Certain Sections of Republic Act Numbered Five Hundred Twenty-Six, Otherwise Known as the Charter of the City of Cabanatuan”. Chan Robles Virtual Law Library (1956年6月14日). 2016年4月29日閲覧。
13. ↑  National Assembly of the Philippines (1940年8月19日). “Commonwealth Act No. 592 - An Act to Create the City of Dansalan”. Chan Robles Law Library. 2017年2月18日閲覧。
14. ↑  Congress of the Philippines (1956年6月16日). “Republic Act No. 1552 – An Act to Amend the Charter of the City of Dansalan so as to Change Its name to Marawi and Make Elective Its Mayor, Vice Mayor and Councilors, and for other purposes”. Chan Robles Law Library. 2017年2月18日閲覧。
15. ↑  “Commonwealth Act No. 58 - An Act Creating the City of Cebu”. Chan Robles Virtual Law Library (1934年10月20日). 2016年11月28日閲覧。
16. ↑  “Republic Act No. 3857 - An Act to Revise the Charter of the City of Cebu”. The LawPhil Project (1964年6月10日). 2016年11月28日閲覧。
17. ↑  Congress of the Philippines (1948年7月15日). “Republic Act No. 327 - An Act Creating the City of Dumaguete”. Chan Robles Virtual Law Library. 2016年11月28日閲覧。
18. ↑  Congress of the Philippines (1969年6月21日). “Republic Act No. 5797 - An Act to Revise the Charter of the City of Dumaguete”. The Corpus Juris. 2016年8月10日閲覧。
19. 1 2  Congress of the Philippines (1959年6月19日). “Republic Act No. 2259 - An Act making elective the offices of Mayor, Vice Mayor and Councilors in chartered cities, regulating the election in such cities and fixing the salaries and tenure of such offices.”. The LawPhil Project. 2016年4月29日閲覧。
20. 1 2  “Batas Pambansa Blg. 51 - An Act Providing for the Elective or Appointive Positions in Various Local Governments and for Other Purposes”. Chan Robles Virtual Law Library (1979年12月22日). 2016年4月29日閲覧。
21. 1 2  Supreme Court of the Philippines (1980年1月28日). “G.R. No. L-52304 - RAMON B. CENIZA, FEDERICO C. CABILAO, JR., NELSON J. ROSAL and ALEJANDRO R. ALINSUG, petitioners, vs. COMMISSION ON ELECTIONS, COMMISSION ON AUDIT, and NATIONAL TREASURER, respondents.”. The LawPhil Project. 2016年8月9日閲覧。
22. ↑  “Batas Pambansa Blg. 337 - An Act Enacting a Local Government Code (Repealed by Republic Act No. 7160)”. Chan Robles Virtual Law Library (1983年2月10日). 2016年4月29日閲覧。
23. ↑  “Commonwealth Act No. 39 - An Act Creating the City of Zamboanga”. Chan Robles Virtual Law Library (1936年10月12日). 2016年11月28日閲覧。
24. ↑  Batasang Pambansa ng Pilipinas (1985年12月3日). “Batas Pambansa Blg. 881 - Omnibus Election Code of the Philippines”. The LawPhil Project. 2016年8月11日閲覧。
25. ↑  Congress of the Philippines (1987年12月23日). “Republic Act No. 6641 - An Act allowing qualified voters of the City of Mandaue to vote in provincial elections of the Province of Cebu, amending for the purpose Republic Act Numbered Fifty-Five Hundred and Nineteen”. 2016年8月20日時点のオリジナルよりアーカイブ。2016年8月10日閲覧。
26. ↑  “Republic Act No. 6726 - An Act Allowing Qualified Voters of the City of Oroquieta to Vote in Provincial Elections of the Province of Misamis Occidental, Amending for the Purpose Republic Act Numbered Fifty-Five Hundred and Eighteen”. Chan Robles Virtual Law Library (1989年5月15日). 2016年4月29日閲覧。
27. ↑  “Republic Act No. 6843 - An Act to Amend Section Ninety-Six of Republic Act Numbered Forty-Four Hundred and Eighty-Seven, Entitled "An Act Creating the City of San Carlos in Pangasinan" by Allowing Qualified Voters of the City of San Carlos to Vote in the Provincial Elections of the Province of Pangasinan”. Chan Robles Virtual Law Library (1990年1月5日). 2016年4月29日閲覧。
28. 1 2  “Miranda vs. Aguirre : G.R. No. 133064 : September 16, 1999 : J. Puno : En Banc”. Supreme Court of the Philippines (1999年9月16日). 2016年4月29日閲覧。
29. ↑  Doque IV (2011年3月11日). “DILG Opinion No. 5, S. 2011”. 2016年8月11日閲覧。
30. ↑  Macapagal-Arroyo (2007年3月26日). “Converting the City of Puerto Princesa from a component city into a highly-urbanized city.”.   Government of the Republic of the Philippines. 2016年8月20日時点のオリジナルよりアーカイブ。2016年8月11日閲覧。
31. 1 2  “PSGC Updates (July - September 2007)”.   Philippine Statistics Authority (2007年). 2016年5月8日時点のオリジナルよりアーカイブ。2011年8月11日閲覧。
32. ↑  Macapagal-Arroyo (2007年1月23日). “Converting the City of Lapu-Lapu from a component city into a highly-urbanized city.”.   Government of the Republic of the Philippines. 2016年8月11日閲覧。
33. ↑  Macapagal-Arroyo (2008年10月4日). “Converting the City of Tacloban into a highly-urbanized city.”.   Government of the Republic of the Philippines. 2016年8月11日閲覧。
34. ↑  “Thirteen Barangays Created; One City Converted to Highly Urbanized City in the 4th Quarter of 2008”.   Philippine Statistics Authority (2008年2月16日). 2011年8月11日閲覧。
35. ↑  Ramos (1997年2月13日). “Converting the City of Cabanatuan from a component city into a highly-urbanized city.”.   Government of the Republic of the Philippines. 2016年8月11日閲覧。
36. ↑  Galvez (2004年6月17日). “Cabanatuan renews bid for highly urbanized city status”. PhilStar.com. 2016年8月11日閲覧。[リンク切れ]
37. ↑  Macapagal-Arroyo (2005年10月27日). “Converting the City of Tarlac from a component city into a highly-urbanized city.”.   Government of the Republic of the Philippines. 2016年8月11日閲覧。
38. ↑  Aquino III (2011年3月14日). “Converting the City of Antipolo from a component city into a highly-urbanized city.”.   Government of the Republic of the Philippines. 2016年8月11日閲覧。
39. ↑  “Antipolo City's urbanization put on hold temporarily”. Manila Bulletin. (2011年4月6日).  オリジナルの2016年3月5日時点におけるアーカイブ。 2015年9月4日閲覧。
40. ↑  Aquino III (2012年7月4日). “Converting the City of Cabanatuan from a component city into a highly-urbanized city.”.   Government of the Republic of the Philippines. 2016年8月11日閲覧。
41. ↑  Roque (2015年2月10日). “'Highly-urbanized' Cabanatuan still unratified”.   Punto! Central Luzon. 2015年3月17日時点のオリジナルよりアーカイブ。2016年8月11日閲覧。
42. ↑  Velasco, Jr. (2014年4月22日). “Aurelio M. Umali v. COMELEC, G.R. No. 203974, 22 April 2014”. The LawPhil Project.   Supreme Court of the Philippines. 2016年8月11日閲覧。
43. ↑  Santos, Jr. (2014年11月6日). “Cabanatuan City plebiscite postponed for the 3rd time”. Rappler. 2016年8月11日閲覧。
44. ↑  Cuenco ready to work for it; del Mar wants to be sure Archived 2006-03-07 at the Wayback Machine.
45. ↑  “Republic Act No. 8528 - An Act Amending Certain Sections of Republic Act Numbered 7720 - An Act Converting the Municipality of Santiago into an Independent Component City to be Known as the City of Santiago”. Chan Robles Virtual Law Library (1998年2月14日). 2016年4月29日閲覧。
46. ↑  “General Trias in Cavite now a city”. Rappler. (2015年12月13日) 2015年12月13日閲覧。
47. ↑  “General Trias in Cavite now a city”. Rappler. (2015年12月13日) 2015年12月13日閲覧。
48. ↑  
Census of Population (2015). Highlights of the Philippine Population 2015 Census of Population. PSA. 2016年6月20日閲覧。
49. ↑  “Cagayan de Oro’s White Water Rafting”.  Philippine Postal Corporation (2012年6月18日). 2012年7月29日時点のオリジナルよりアーカイブ。2012年9月13日閲覧。
50. ↑  “PSGC Interactive; List of Cities”. Philippine Statistics Authority. 2011年4月29日時点のオリジナルよりアーカイブ。2016年4月30日閲覧。
51. ↑  “Puerto Princesa: The Country's Ecotourism Capital”. Puertoprincesaboard.com. 2008年9月29日時点のオリジナルよりアーカイブ。2016年4月29日閲覧。 “The city lies along the mid-section of the long island of the Palawan province. It has a land area totalling 253,982.00 hectares stretching to over 106 kilometers and it has the narrowest breadth which is 8.5 kilometers found in the Barangay Bahile.”
52. ↑  “CY 2008 Final Internal Revenue Allotment for LGUs”. Department of Budget and Management. 2012年2月17日時点のオリジナルよりアーカイブ。2016年4月29日閲覧。
53. ↑  “About Davao - Land Area”. The Official Website of the City Government of Davao (2011年). 2017年2月18日閲覧。
54. ↑  “Discussion on CAMANAVA control project continues”. Congress of the Philippines. Source: Committee Administrative Support Service, Committee Affairs Department (Volume 13; No. 36). (2005年2月21日).  オリジナルの2013年5月18日時点におけるアーカイブ。 2016年4月29日閲覧。
55. ↑  “Map of Mount Apo Natural Park”. Summit Post. 2017年2月18日閲覧。
56. ↑  “Republic Act No. 306 - An Act Creating the City of Legaspi”. Chan Robles Virtual Law Library (1948年6月18日). 2016年4月29日閲覧。
57. ↑  “Welcome to My City of Legazpi”. Angelfire (undefined). 2016年4月29日閲覧。
58. ↑  “Republic Act No. 288 - An Act Creating the City of Basilan”. Chan Robles Virtual Law Library (1948年6月16日). 2016年4月29日閲覧。
59. ↑  “Presidential Decree No. 356 - Creating the Province of Basilan”. Chan Robles Virtual Law Library (1973年12月27日). 2016年4月29日閲覧。
60. ↑  “Presidential Decree No. 840 - Reorganizing the political subdivision of the Province of Basilan, converting Basilan City into the Municipality of Isabela, appropriating funds therefor, and for other purposes”. Chan Robles Virtual Law Library (1975年12月11日). 2016年4月29日閲覧。
61. ↑  “Republic Act No. 4413 - An Act Creating the City of Rajah Buayan”. The LawPhil Project (1965年6月19日). 2016年4月29日閲覧。
62. ↑  “G.R. No. L-25469”. The LawPhil Project (1966年10月29日). 2016年4月29日閲覧。
63. ↑  “G.R. No. 176951”. Supreme Court of the Philippines (2008年11月18日). 2016年4月29日閲覧。
64. ↑  Rempillo, Jay B. (2008年11月18日). “SC Voids 16 Cityhood Laws”. Court News Flash November 2008 (Supreme Court of the Philippines).  オリジナルの2009年3月19日時点におけるアーカイブ。 2016年4月29日閲覧。
65. ↑  Pulta, Benjamin B. (2009年12月23日). “SC reverses self, upholds creation of 16 cities”. The Daily Tribune.  オリジナルの2010年5月8日時点におけるアーカイブ。 2016年4月29日閲覧。
66. ↑  Rempillo, Jay B. (2010年8月27日). “SC Reinstates 2008 Decision Voiding 16 Cityhood Laws”. Court News Flash August 2010 (Supreme Court of the Philippines).  オリジナルの2012年3月18日時点におけるアーカイブ。 2016年4月29日閲覧。
67. ↑  Dedace, Sophia M. (2011年2月16日). “16 towns now cities again as SC reverses itself for 3rd time”. GMA News.  オリジナルの2011年2月18日時点におけるアーカイブ。 2016年4月29日閲覧。
68. ↑  “Republic Act No. 4586 - An Act Creating Laurel City”. Chan Robles Virtual Law Library (1965年6月19日). 2016年4月29日閲覧。
69. ↑  “Republic Act No. 5907 - An Act Creating the City of Tarlac”. Chan Robles Virtual Law Library (1969年6月21日). 2016年4月29日閲覧。
70. ↑  “Republic Act No. 8474 - An Act Converting the Municipality of Ilagan into a Component City of the Province of Isabela to be Known as the City of Ilagan”. Chan Robles Virtual Law Library (1998年2月2日). 2016年4月29日閲覧。
71. ↑  “Republic Act No. 10169 - An Act Converting the Municipality of Ilagan in the Province of Isabela into a Component City to be Known as the City of Ilagan”. Senate of the Philippines (2012年6月21日). 2016年4月29日閲覧。
72. ↑  “Republic Act No. 8535 - An Act Creating the City of Novaliches”. Chan Robles Virtual Law Library (1998年2月23日). 2016年4月29日閲覧。
73. ↑  “Republic Act No. 9021 - An Act Converting the Municipality of Meycauayan, Province of Bulacan into a Component City to be Known as the City of Meycauayan”. The LawPhil Project (2001年3月5日). 2016年4月29日閲覧。
74. ↑  Balabo, Dino (2006年12月12日). “Bulacan Now Has 3 Cities”. NewsFlash.org (STAR).  オリジナルの2012年6月7日時点におけるアーカイブ。 2016年4月29日閲覧。
75. ↑  “Republic Act No. 9356 - An Act Converting the Municipality of Meycauayan in the Province of Bulacan into a Component City to be Known as the City of Meycauayan”. The LawPhil Project (2006年10月2日). 2016年4月29日閲覧。
76. ↑  “Republic Act No. 521 - An Act Creating the City of Cagayan de Oro”. Chan Robles Virtual Law Library (1950年6月15日). 2016年4月29日閲覧。
77. ↑  “Republic Act No. 3134 - An Act Creating the City of Lapu-Lapu”. Chan Robles Virtual Law Library (1961年6月17日). 2016年4月29日閲覧。
78. ↑  “Republic Act No. 1552 - An Act to Amend the Charter of the City of Dansalan So as to Change Its Name to Marawi and Make Elective Its Mayor, Vice Mayor and Councilors, and for Other Purposes”. Chan Robles Virtual Law Library (1956年6月16日). 2016年4月29日閲覧。
79. ↑  “Republic Act No. 321 - An Act Creating the City of Ozamiz”. Chan Robles Virtual Law Library (1948年6月19日). 2016年4月29日閲覧。
80. ↑  “Republic Act No. 437 - An Act Changing the Name of Rizal City to Pasay City”. Chan Robles Virtual Law Library (1950年6月7日). 2016年4月29日閲覧。
81. ↑  “Republic Act No. 603 - An Act Creating the City of Roxas”. Chan Robles Virtual Law Library (1951年4月11日). 2016年4月29日閲覧。